# Tipula holoteles
Tipula holoteles är en tvåvingeart som beskrevs av Alexander 1924. Tipula holoteles ingår i släktet Tipula och familjen storharkrankar. Inga underarter finns listade i Catalogue of Life.